# Грузинские рукописные Евангелия

Ханметcкий четвероглав, текст Евангелия в виде фрагмента на нижнем слое палимпсеста, датируемый VI—VII веками

Ванский четвероглав, начало Евангелия от Марка

Алавердский четвероглав, начало Евангелия от Матфея

Грузинские рукописи Евангелий существуют с V века н. э. в основном в виде четвероглавов, содержащих Евангелие от Матфея, Марка, Луки и Иоанна. Фрагменты отдельных Евангелий также встречаются в основном в виде ранних палимпсестов. Текст всех четырёх Евангелий также содержится в рукописных Библиях. Изначально, с V по VII век переводы христианских документов делались в основном с армянского языка. Даже несмотря на церковный раскол в 607 г., тенденция не изменилась вплоть до образования грузинской афонской школы, которая возникла к концу десятого века. Не только начальные переводы Евангелий сделаны с армянского, но и более поздняя версия, по-видимому, основывается на армянских прототипах. Начиная с преподобного Ефимия Афонского перевод делается непосредственно с греческого текста.
На начальном этапе распространения христианства в Картли деятельность церкви была в основном направлена на воспитание прихода и обеспечение грамотного богослужения. С этой целью особое внимание было уделено Библии, особенно Новому Завету. По мнению большинства учёных[каких?], книга, которая была впервые переведена на грузинский язык, — это четвероглав. Эту точку зрения подтверждают палимпсесты, датируемые V—VII веками, на нижних слоях которых приведены тексты Евангелия. Грузинский текст Евангелий этой эпохи интересен с точки зрения языка и является памятником Ханмети.
Евангелия были скопированы в разные эпохи в разных писаниях, как в Грузии, так и за её пределами. Грузинские монастыри Палестины и Византии, также Монастырь Калипос у Чёрной горы в Сирии были литературными центрами. Многочисленные рукописи — четвероглав из скрипториумов Тао-Кларджети. Слово — ევანგელჱ, евангел — (греч. Εὐαγγέλιον) упоминается в старейшем сохранившемся памятнике грузинской оригинальной письменности — Мученичество Шушаник — что также указывает на раннее существование Евангелия на грузинском языке.
После того, как Вахтанг VI в 1708—1709 годах создал первую типографию в Тбилиси, спрос на рукописи уменьшился, хотя рукописи четвероглавов продолжали существовать до начала XX века. В 1984—2004 годах «Троицкий четвероглав» был вручную скопирован для Тбилисского Троицкого собора, хотя он не использовался в ежедневном богослужении.
Большинство рукописных Евангелий в настоящее время хранятся в Национальном центре рукописей.

## Редакции
Существует несколько изданий грузинского текста «Четыре Евангелия». Самым старым является т. н. издание «ханмети», которое до сих пор присутствует в виде фрагментов на палимпсестах V века и отражает особенность грузинского языка, характерную для той эпохи, — ханметоба.
Также древним является издание «сабацминдское», которое отличается от издания «ханмет», предположительно только фонетическим знаком, а именно ханмети превращается в хаэмети. Из раннего периода древними изданиями являются: «Адишский», «Джручский» и «Пархальский» четвероглавы, из которых текст Адиши является независимым изданием.
С X века в Грузии наблюдается тенденция приближения грузинских литургических книг к оригинальному тексту, к греческому. Тексты этих четвероглавов также были повторно переведены. Эти новые издания были созданы Евфимием и Георгием Афонским, которые служили на Афоне. Редакция Евфимия, по мнению учёных, должна быть до-афинского происхождения. Его можно найти в рукописях Урбниси и Палестины, а текст Георгия содержится в четвероглавах «Ванского», «Эчмиадзинского» и «Гелатского».
Редакция Георгия оказалась самой распространённой и не потеряла своего значения. Ефрем Малый и Иоанэ Петрици пытались создать новое издание Евангелий после Георгия Афонского, но они не могли конкурировать с Евангелием Георгия, потому что они были выполнены для узких научной и философско-теологической целей. Эти издания не получили широкого распространения. Было найдено лишь несколько их копий.

## Сочинение

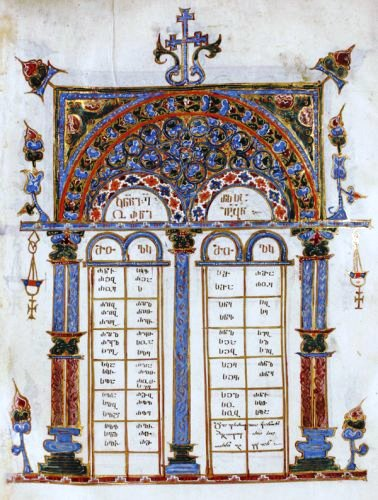
Алавердский четвероглав, «Каконы»

Не менее интересен состав грузинских рукописных Евангелий. Со временем в основной текст четвероглава был добавлен поисковик статей, а также разделы о праздниках. Например, у Адишского четвероглава имеются «каноны», которые встречаются в каждой из рукописей более позднего периода. В настоящее время неизвестно имеются ли «каноны» в четвероглавах Ханметских изданий, поскольку сохранились только фрагменты.
Тексты четвероглавов разделены на стихи и главы. Статьи нумеруются согласно соответствующим числовым значениям букв грузинского алфавита. Это разделение приписывается Аммонию Александрийскому. Согласно ему были созданы Евсевием Кесарийским десять знаменитых канонов, из-за чего у всех четвероглавов встречаются послания Евсевия к Карпиану. В позднем средневековье ранее принятая система разделения текста на стихи была изменена. Были случаи, когда реставрация старой рукописи меняла старую систему в соответствии с новым правилом (например, Пархальский четвероглав, который был восстановлен в XVIII веке).
Четыре рукописи XI века сопровождаются историей о рукописной иконе Спасителя, повествование «Послание Авгароза», впервые найденные в Алавердском четвероглаве.

## Украшение

Моквский четвероглав является одним из самых выдающихся среди Евангелий своим оформлением, с обилием миниатюр

Евангельские рукописи интересны с точки зрения художественного оформления. Ранние палимпсестские рукописи были скопированы на Асомтаврули и ещё не были украшены заглавными буквами и другими декоративными украшениями. Функция декора в таких книгах выполнялась только монументальными заглавными буквами, написанными в начале статьи.
Художественное оформление Евангелий начинается с IX—X веков. Количество расписанных рукописей постепенно увеличивалось, чему способствовало увеличение материальных и финансовых возможностей. Система поверхностно украшенных букв постепенно совершенствуется под влиянием византийских художественных мотивов. Особое внимание было уделено украшению четвероглавов. В течение этого периода были созданы миниатюрные «церемониальные» книги, а также монашеские образцы, содержащие орнаментированные процесониальные кресты.
С XIII по XVI век оформление грузинской рукописи более или менее сохраняет традиционный стиль, сложившийся в предыдущие века, хотя сохранение этой культуры находилось под влиянием Персии и Османской империи.
Ситуация изменилась с XVII—XVIII веков, когда сфера культурных связей расширилась, укрепились связи с Россией и Европой. Хотя оформление светских памятников, скопированных в этот период, выполнено в восточном стиле, художественное оформление религиозных памятников, включая Евангелия, выходило за рамки византийских мотивов, преобладающих в Грузии, и находилось под сильным влиянием европейских культур.

## Список рукописей
Сохранилось в полной форме;
 Фрагмент рукописи, содержащей текст из Евангелий;
 Библия, которая содержит текст всех четырёх канонических Евангелий, состоит из четвероглава
| Изображение                    | Рукопись                            | Дата                | Место копирования                              | Переписчик                            | Заказчик                           | Краткое описание | Редакция                                      | Место хранение                            |
| ------------------------------ | ----------------------------------- | ------------------- | ---------------------------------------------- | ------------------------------------- | ---------------------------------- | --- | --------------------------------------------- | ----------------------------------------- |
| ხანმეტი ოთხთავი                | Ханмети четвероглав, A 89           | VI—VII века         |                                                |                                       |                                    | Нижний слой палимпсеста, написанный на этрате на Асомтаврули, в две колонки.                                                                                | Ханметская редакция                           | Национальном центре рукописей             |
| მინიატიურები ადიშის ოთხთავიდან | Адишский четвероглав                | IX век, 897 год     | Тао-Кларджети, Шатберди                        |                                       |                                    | Написан на этрате на Асомтаврули, в двух колонках. В сопровождении миниатюры.                                                                               | Не принадлежит ни одной из известных редакций | Сванетский историко-этнографический музей |
| პარხლის ოთხთავი                | Пархальский четвероглав, A 1453     | X век, 973 год      | Тао-Кларджети, Шатберди                        | Иоване Бера                           | Пархали                            | Этрат, бумага. Написано в двух колонках на Асомтаврули и Нусхури. Переписчик подписался своим именем по-армянски                                            |                                               | Национальном центре рукописей             |
| ჯრუჭის I ოთხთავი               | Джручский I четвероглав, H 1660     | X век, 936—940 года | Тао-Кларджети, Шатберди                        | Габриэль, художник: Тевдоре           | Григол, сын Мирдата                | Этрат. Написан в Асмотаврули, чёрными чернилами, названия и заглавные буквы в единственном числе, в сопровождении миниатюр. Присутствуют армянские надписи  |                                               | Национальном центре рукописей             |
| წყაროსთავის I ოთხთავი          | Цкароставский I четвероглав, A 98   | Конец X века        | Тао-Кларджети                                  | Габриэль Патарай                      |                                    | Этрат. В сопровождении миниатюр | Старая Опизская редакция                      | Национальном центре рукописей             |
| მარტვილის ოთხთავი              | Мартвильский четвероглав, S 391     | XI век, 1050 год    | Мартвили                                       | Иоан Месвете и Арсен Эшисдзе          | Иване Фарджаниани                  | Текст написан коричневыми чернилами, важные места в киновари. В сопровождении заглавных букв и миниатюр                                                     |                                               | Национальном центре рукописей             |
|                                | Алавердский четвероглав, A 484      | XI век, 1054 год    | Монастырь Калипос, Антиохия                    | Георгий и Иоанн Двали                 |                                    | Этрат высокого качества. Текст написан двумя колонками на Нусхури и Асомтаврули. В сопровождении миниатюр, украшенных заглавными буквами и орнаментами      |                                               | Национальном центре рукописей             |
|                                | Гелатская Библия, A 1108            | XII век             | Гелатский монастырь                            |                                       |                                    | Бумага. Скопировано из Мхедрули с переходной Нусхури. В сопровождении объяснений                                                                            |                                               | Национальном центре рукописей             |
| ჯრუჭის II ოთხთავი              | Джручский II четвероглав, H 1667    | XII век             |                                                | переписчик и художник: Микаэл         |                                    | Этрат. Написано на Нусхури, в двух столбцах. Украшены миниатюрами и тиснеными буквами                                                                       |                                               | Национальном центре рукописей             |
| გელათის ოთხთავი                | Гелатский четвероглав, Q 908        | XII век             |                                                |                                       |                                    | Этрат высокого качества. Написано на Нусхури. Украшены роскошными орнаментами, заглавными буквами и миниатюрами.                                            | Редакция Георгия Афонского                    | Национальном центре рукописей             |
|                                | Бичвинтский четвероглав, H 2120     | XII век             | Западная Грузия                                |                                       |                                    | Этрат. Заголовки написаны коричневыми чернилами на Нусхури, названия Асомтаврули на киновари и золоте, сопровождаемые портретами Евангелистов Марка и Луки. |                                               | Национальном центре рукописей             |
|                                | Цкароставский II четвероглав, Q 907 | XII век, 1195 год   | Тао-Кларджети                                  | Иоанн Фукаралисдзе, Георгий Сетаисдзе | Иоанн Сафарский — Епископ Тбетский | Этрат. Написано в классических Нусхури, коричневых чернилах и киновари. В сопровождении портретов евангелистов                                              |                                               | Национальном центре рукописей             |
| ვანის ოთხთავი                  | Ванский четвероглав, A 1335         | XII—XIII века       | Грузинский монастырь (Романа), Константинополь | Йоване; художник: Михаил Корасели     | царица Тамара                      | Этрат высокого качества. Написано на Нусхури, в двух столбцах. Украшены роскошными орнаментами, заглавными буквами и миниатюрами.                           |                                               | Национальном центре рукописей             |
|                                | Вардзиский четвероглав, Q 899       | XII—XIII века       |                                                |                                       | царица Тамара                      | Этрат высокого качества. Написано на Нусхури, названия — на Асомтаврули. В двух колонках. Его отличают роскошные и оригинальные украшения.                  |                                               | Национальном центре рукописей             |
|                                | Мовский четвероглав, Q 902          | XIV век, 1300 год   | Моквский собор                                 | переписчик и художник: Ефрем          | Даниэль, моквский епископ          | Этрат. Написано в двух столбцах. Отличается форматированием: 10 камара, 152 миниатюры, 531 заглавная буква.                                                 |                                               | Национальном центре рукописей             |
|                                | Мцхетская рукопись (Библия), A 1108 | XVII—XVIII века     |                                                | Сулхан-Саба Орбелиани, Лазаре         |                                    | Бумага. Скопировано на Нусхури, заглавие на Асомтаврули, отредактировано в Мхедрули.                                                                        |                                               | Национальном центре рукописей             |